# Иванова, Анастасия Николаевна
Анастаси́я Никола́евна Ивано́ва (бел. Настасся Мікалаеўна Іванова; род. 4 ноября 1982, Жодино, Минская область), в девичестве Старово́йтова (бел. Старавойтава) — белорусская легкоатлетка, специалистка по бегу на длинные дистанции и марафону. Выступает за сборную Белоруссии по лёгкой атлетике с 2003 года, победительница и призёрка ряда крупных международных соревнований на дорожке и на шоссе, участница двух летних Олимпийских игр. Мастер спорта Республики Беларусь международного класса.

## Биография
Анастасия Старовойтова родилась 4 ноября 1982 года в городе Жодино Минской области Белорусской ССР.
Впервые заявила о себе на международной арене в 2003 году, когда вошла в состав белорусской национальной сборной и выступила в беге на 1500 метров на молодёжном чемпионате Европы в Быдгоще. Также, будучи студенткой, в той же дисциплине представляла Белоруссию на летней Универсиаде в Тэгу, где в финале финишировала девятой.
Начиная с 2006 года выступала на взрослом уровне, в частности в этом сезоне в беге на 5000 метров стала чемпионкой Белоруссии и показала тринадцатый результат на чемпионате Европы в Гётеборге.
В 2011 году с результатом 2:34:08 стала второй на Краковском марафоне, выиграла белорусское национальное первенство в беге на 10 000 метров. Стартовала на Кубке Европы в Осло.
На Дюссельдорфском марафоне 2012 года пришла к финишу второй, показав результат 2:27:24. На Кубке Европы по бегу на 10 000 метров в Бильбао заняла 21-е место в личном зачёте и вместе со своими соотечественницами стала четвёртой в командном зачёте. Добавила в послужной список победу на полумарафоне в польском Корыцине. Выполнив с большим запасом олимпийский квалификационный норматив (2:37:00), удостоилась права защищать честь страны на летних Олимпийских играх в Лондоне — здесь в программе женского марафона показала время 2:30:25 и расположилась в итоговом протоколе соревнований на 32-й строке.
В 2013 году пробежала Токийский марафон, с результатом 2:30:45 пришла к финишу восьмой.
Выйдя замуж, с 2015 года выступала под фамилией Иванова. Среди прочих результатов — седьмое место на Сайтамском марафоне (2:35:23).
В 2016 году стала третьей на Лодзинском марафоне (2:34:47). Заняла 32-е место на полумарафоне в рамках чемпионата Европы в Амстердаме. Имея результат значительно выше олимпийского квалификационного норматива (2:45:00), благополучно прошла отбор на Олимпийские игры в Рио-де-Жанейро — на сей раз в программе марафона сошла на первой половине дистанции. В концовке сезона выступила на Флорентийском марафоне, где с результатом 2:32:11 финишировала третьей.
В 2017 году одержала победу на Варшавском марафоне (2:28:44). На домашнем Кубке Европы по бегу на 10 000 метров в Минске стала шестой в личном зачёте и первой в командном зачёте.
В 2018 году во второй раз подряд выиграла Варшавский марафон (2:28:03). На чемпионате Европы в Берлине финишировала в марафоне пятой, показав время 2:27:49. В рамках разыгрывавшегося здесь Кубка Европы вместе с Ольгой Мазурёнок и Мариной Доманцевич выиграла женское командное первенство, причём их суммарное время 7:21:54 стало рекордом этих соревнований. На чемпионате мира по полумарафону в Валенсии заняла 37-е место.
Бежала марафон на чемпионате мира 2019 года в Дохе, где в условиях сильной жары с результатом 2:48:41 финишировала на 17-й позиции.